# Železniška proga Brezovica–Vrhnika
Železniška proga Brezovica - Vrhnika je nekdanji normalnotirni železniški odsek, ki je bil v uporabi med letoma 1899 in 1966.

## Zgodovina
Zanimanje za železniško povezavo Vrhnike z Ljubljano se je pojavilo konec 19. stoletja, zlasti za potrebe odvoza premoga iz več manjših premogovnikov v vrhniški okolici. Eden aktivnih zagovornikov je bil tudi kasnejši ljubljanski župan Ivan Hribar, ki je bil lastnik rudnika v Veliki Ligojni. Odločilno vlogo za odločitev o izgradnji je prispeval ljubljanski potres leta 1895, saj bi proga omogočila dovoz gradbenega materiala za obnovo Ljubljane. Istega leta je bila določena trasa (z odcepom z Južne železnice v Brezovici), 26. junija 1897 je bila podeljena koncesija za gradnjo, 6. decembra istega leta pa je bila ustanovljena delniška družba "Lokalna železnica Ljubljana - Vrhnika" s sedežem na Dunaju.
Prvo lopato so svečano zasadili 23. maja 1898. Gradbeno podjetje Filipa Zupančiča je pod nadzorstvom Antona Koleša v slabem letu dogradilo 11,5 km dolg odsek od Brezovice do postaje Vrhnika na robu mesta. Prva poskusna vožnja po tem odseku je bila opravljena 10. aprila 1899, 2. junija je bilo izdano uporabno dovoljenje, svečano odprtje proge pa je bilo 23. julija 1899. 
Med Ljubljano in Vrhniko so vozili po trije pari mešanih potniško-tovornih vlakov na dan. Zaradi nezadostnega zanimanja poslovanje ni bilo rentabilno in podjetje se je utapljalo v vedno večjih dolgovih. Zaradi tega je država, ki je jamčila za poplačilo dolgov, po približno desetletju progo podržavila.
Leta 1934 so na željo Vrhničanov progo podaljšali in zgradili 665 m dolg odsek od glavne postaje Vrhnika do novozgrajene postaje postaje Vrhnika trg v mestnem središču. Uradno odprtje tega odseka je bilo 28. decembra 1934.
Pomen proge za potniški promet se je povečal leta 1941 v času italijanske okupacije, ko je umikajoča se vojska Kraljevine Jugoslavije razstrelila borovniški viadukt in več ostalih mostov v okolici Borovnice. Do njihove usposobitve so potniški vlaki vozili do Vrhnike in od tu z avtobusi do Verda oz. Logatca.
Leta 1946 so zaradi nevarnega nivojskega križanja z magistralno cesto traso med Logom in Drenovim Gričem nekoliko spremenili. Takrat so pred Logom zgradili še danes viden usek in progo speljali skozi podvoz pod cesto.
V 60. letih je bilo zaradi izgubljanja železnice v primerjavi s cestnim prometom ukinjenih več lokalnih prog, med njimi tudi vrhniška. 16. januarja 1966 so tako na njej ukinili promet in jo takoj zatem razdrli.

## Trasa
Lokalna proga se je od glavne proge med Ljubljano in Trstom odcepila pri čuvajnici v Brezovici, kjer so najprej zgradili postajališče in ga pozneje nadgradili v železniško postajo. V ravni črti je stekla do Lukovice, od koder se je trasa približno ujemala s traso današnje avtoceste A1. Pri Logu je v prečkala magistralno cesto med Ljubljano in Vrhniko in nato mimo Drenovega Griča tekla vzporedno z njo vse do postaje Vrhnika, ki je stala na obrobju mesta, nedaleč od današnjega obrata Mavrice. Leta 1934 so od tu zgradili 665 metrov dolg podaljšek do postaje Vrhnika trg v mestnem središču.
- Makadamska cesta na trasi med Brezovico in Lukovico
- Most čez Zrnico v Drenovem Griču
- Podvoz pod magistralno cesto pri Logu

## Postaje
- Železniška postaja Brezovica
- Ostanki nakladalne rampe na nekdanji vrhniški glavni postaji
- Poslopje nekdanje postaje Vrhnika trg

Vlaki med Ljubljano in Vrhniko so se ustavljali na naslednjih postajah in postajališčih:
- Ljubljana
- Brezovica
- Lukovica
- Log
- Drenov Grič
- Vrhnika
- Vrhnika trg (po letu 1934)

Brezovica, Lukovica in Log so bila postajališča. Kasneje so postajališče v Brezovici povečali v postajo.
Vlaki so po okoli 19 km dolgem odseku med postajama Ljubljana in Vrhnika vozili 38 minut. Pot do postaje Vrhnika trg je zaradi priklapljanja oz. odklapljanja tovornih vagonov trajala še dodatnih 15 do 20 minut.

## Ostanki
Na obstoj proge še danes spominjajo imena nekaterih vrhniških ulic, npr. Ob progi, Kolodvorska ulica. Poslopje postaje Vrhnika trg še danes stoji na naslovu Jelovškova ulica 4 in skozi okno je še vedno mogoče v notranjosti videti okence za prodajo vozovnic. Do nekdanje vrhniške glavne postaje, od katere so do danes ostali le še ostanki nakladalne rampe, je urejena pot za pešce in kolesarje. Od tu do Drenovega Griča je trasa slabo ohranjena, o njej lahko sklepamo po poteku nekaterih malo uporabljanih in slabo prevoznih kolovozov. Od Drenovega Griča dalje, kjer je nekdanji železniški most čez Zrnico preurejen za cestni promet, je urejena kot dovozna pot za stanovanjske hiše ob njej. Pri eni izmed hiš nedaleč od mosta čez Zrnico je še danes viden kilometrski kamen z oznako 8 km. Pri Logu je še dobro ohranjen usek, ki mu sledi ravno tako še ohranjen podvoz pod magistralno cesto. Od tu traso povozi avtocesta. Znova se pokaže v Lukovici kot večinoma makadamska cesta, ki med polji v ravni črti pripelje do železniške postaje v Brezovici.
Poleg stavbe postaje Vrhnika trg je na ogled postavljena ohranjena parna lokomotiva 62-121.